# Terranera (album)
Terranera è un album di Nino D'Angelo pubblicato nel 2001.
Arrangiamenti e direzione d'orchestra: Nuccio Tortora

## Tracce
1. Sento (N.D'Angelo)
2. Jesce sole (N.D'Angelo)
3. Lolita (N.D'Angelo-A.Venosa)
4. Ammore mio impossibile (N.D'Angelo)
5. Tu pe' me, io pe' te (N.D'Angelo-N.Tortora)
6. Nun me scurda' maie (N.D'Angelo-N.Tortora)
7. Frate e sora (N.D'Angelo)
8. Io me ricordo (N.D'Angelo)
9. Cumpagno mio (N.D'Angelo-G.Imparato-Laurex)
10. Capellone (N.D'Angelo)
11. 'A terra nera (N.D'Angelo)
12. 'E femmene (N.D'Angelo)

## Formazione
- Nino D'Angelo - voce
- Agostino Mennella - batteria
- Pippo Matino - basso
- Nuccio Tortora - pianoforte, tastiera
- Franco Giacoia - chitarra acustica, chitarra elettrica
- Claudio Catalli - fisarmonica
- Luciano Ciccaglioni - chitarra classica
- Massimo Gargiulo - tastiera
- Giovanni Imparato - percussioni, voce in Jesce sole
- Gino Evangelista - chitarra portoghese, flauto
- Daniele Sepe - sax
- Brunella Selo, Mario Castiglia - coro